# District du Bas-Dir
Le district du Bas-Dir (en anglais : Lower Dir District, en ourdou : ضلع دیر زیریں) est une subdivision administrative de la province Khyber Pakhtunkhwa au Pakistan. Constitué autour de sa capitale Timergara, le district est entouré par le district du Haut-Dir au nord, le district de Swat à l'est, le district de Malakand au sud et enfin l'agence de Bajaur ainsi que l'Afghanistan à l'ouest.
Créé en 1996 en le séparant de sa partie haute, le district compte plus de 1,6 million d'habitants en 2023. Il est situé dans une zone montagneuse, et possède une frontière commune avec l'Afghanistan et les régions tribales du Pakistan, et est ainsi régulièrement victime des violences dues à l'insurrection talibane qui s'est étendue dans la région depuis les années 2000.

## Histoire

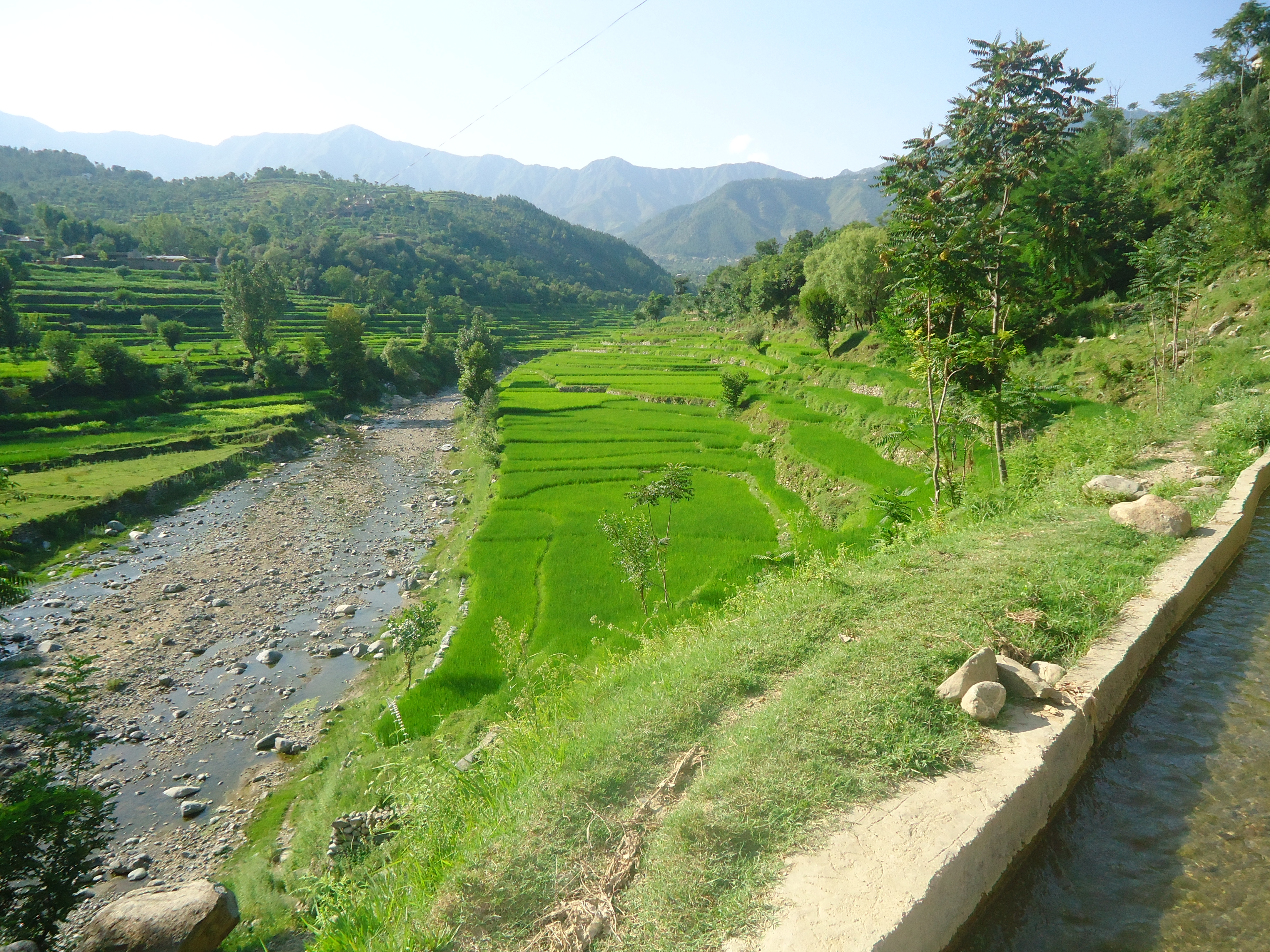
Paysage du district.

La région de Dir a été sous la domination de diverses puissances au cours de l'histoire, notamment l'Empire moghol. Elle a ensuite été conquise par le Raj britannique en 1848. Au cours du XIXe siècle et du XXe siècle, Dir est un État princier.
Lors de la partition des Indes en 1947, l'État princier choisit d'adhérer au Pakistan, avant d'être finalement dissout le 28 juillet 1969 pour devenir un district de la province de Khyber Pakhtunkhwa. Le district du Bas-Dir a été créé en 1996 en divisant Dir en deux parties, le district du Haut-Dir étant limitrophe au nord.

### Insurrection talibane
D'avril à juillet 2009, l'armée pakistanaise concentre des opérations militaires contre les insurgés islamistes dans la région dans le cadre de la Seconde bataille de Swat. Le district de Swat voisin à l'est est principalement concerné, mais des combats se déroulent aussi à Dir. Alors que l'armée chasse les talibans, un attentat contre une mosquée tue 38 civils dans le district le 5 juin. En réaction, les tribus locales décident la formation d'une milice soutenant l'offensive militaire des autorités.

## Géographie

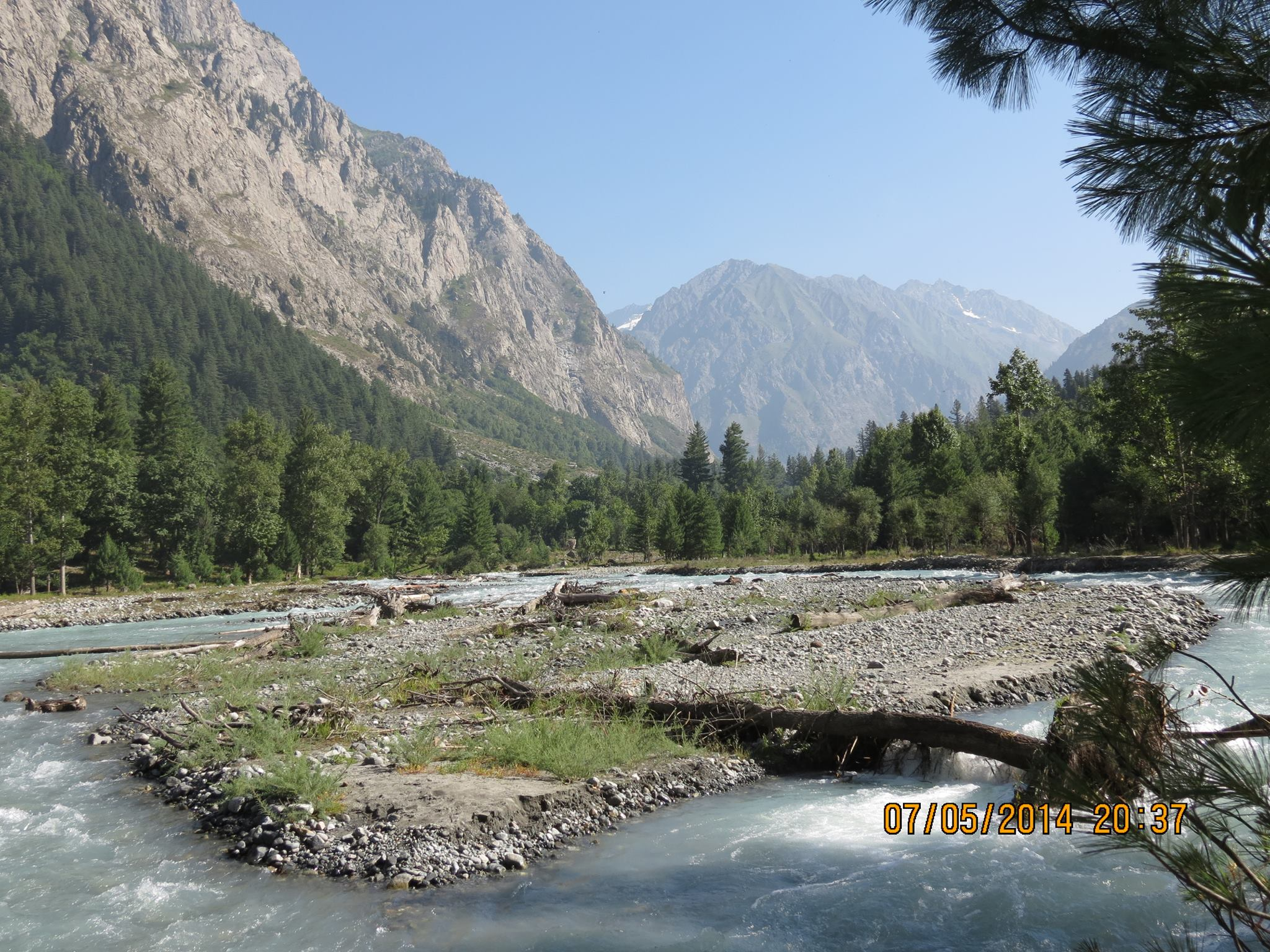
La rivière de Panjkora dans le district.

Le district du Bas-Dir est situé dans l'extrémité nord-ouest du Pakistan, dans une région montagneuse proche des zones tribales et de l'Afghanistan. On y trouve des paysages verdoyants, des forêts et des vallées traversées de cours d'eau, dont la plus importante est la vallée de la rivière Panjkora. 

## Démographie et éducation
Selon le recensement fait en 1998, la population du district était de 575 852 habitants, dont seulement 6 % d'urbains. Le taux d'alphabétisation chez les plus de 10 ans était de 30 %, contre 10 % en 1981, soit moins que les moyennes nationale et provinciale de 44 et 35 % respectivement. Il se situe à 49 % pour les hommes et 12 % pour les femmes, soit un différentiel de 37 points, largement supérieur aux 23 points pour l'ensemble du pays et aux 32 points de la province de Khyber Pakhtunkhwa.
Le recensement suivant mené en 2017 pointe une population de 1 435 917 habitants, soit une croissance annuelle de 3,7 %, largement supérieure aux moyennes provinciale et nationale de 2,9 % et 2,4 % respectivement. Paradoxalement, le taux d'urbanisation chute à seulement 3 %. L'alphabétisation progresse en revanche à 57 %, dont 75 % pour les hommes et 40 % pour les femmes.
D'après le recensement de 2023, la population atteint 1,65 million d'habitants. L'alphabétisation stagne, à 57 %, un peu mieux que la moyenne provinciale de 51 %, dont 73 % pour les hommes et 43 % pour les femmes.
Le district est largement peuplé par les Pachtounes, le pachto étant parlé par 99,5 % des habitants en 2023. 
Comme pour le Haut-Dir, la population du Bas-Dir est très largement musulmane, à plus de 99 % de la population en 2023. On y trouve tout de même une petite communauté chrétienne de presque 4 300 individus, ainsi que 73 hindous et seize sikhs.  

## Administration

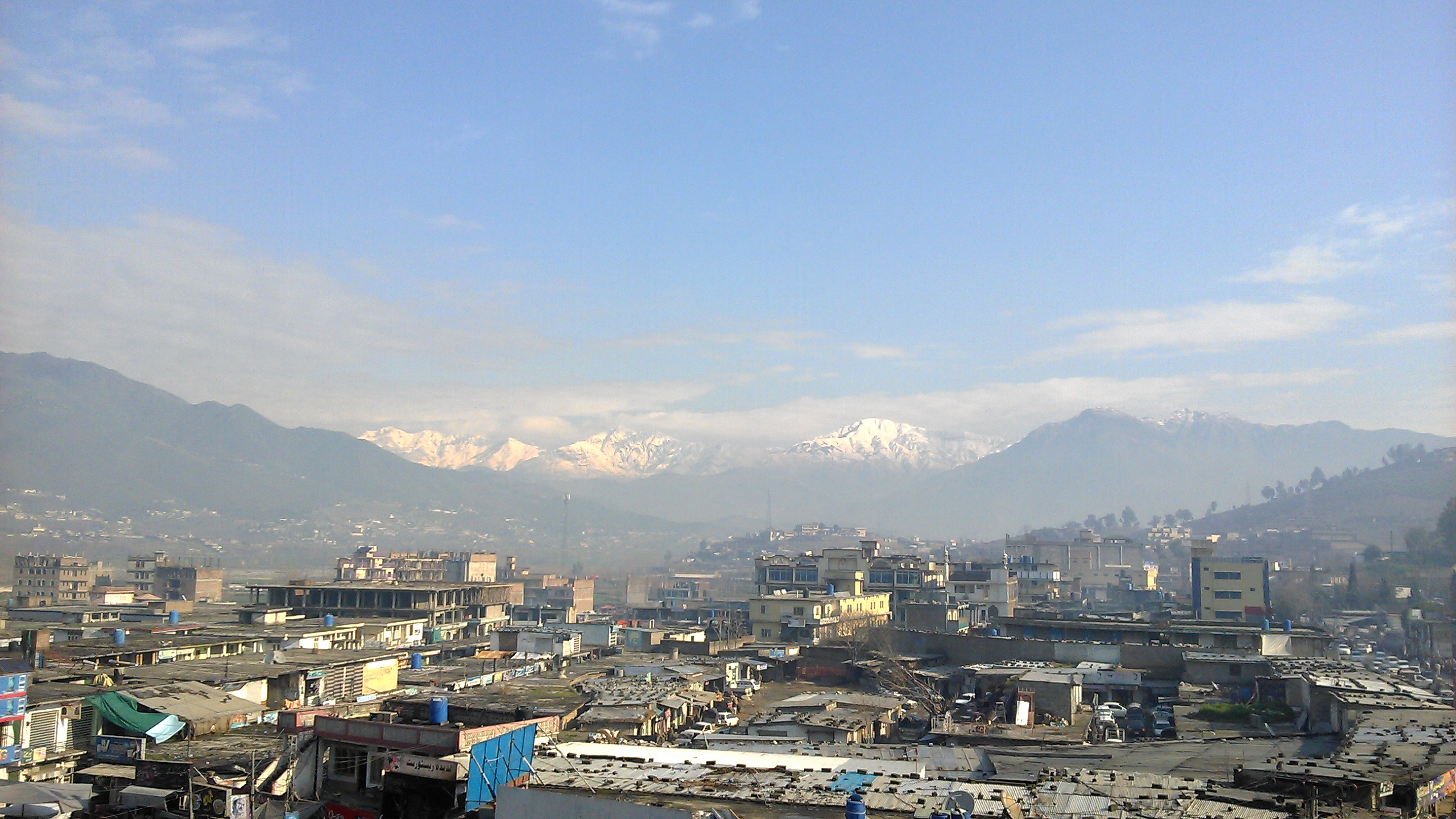
Vue de Timergara.

Le district est divisé en quatre tehsils, Adenzai, Lal Qila, Samarbagh et Timergara, ainsi que 34 union Councils. Il y a aussi 1 023 villages dans le district.
| Tehsil    | Population (rec. 2023) |
| --------- | ---------------------- |
| Adenzai   | 378 915                |
| Lal Qila  | 247 381                |
| Samarbagh | 427 714                |
| Timergara | 596 173                |

Le district ne compte qu'une seule ville selon le recensement de 2023. Il s'agit de la capitale Timergara, qui regroupe seulement 3 % de la population totale du district.
| Ville     | Population (rec. 2023) |
| --------- | ---------------------- |
| Timergara | 47 860                 |

## Politique
De 2002 à 2018, le district est représenté par les deux circonscriptions no 94 et 95 à l'Assemblée provinciale de Khyber Pakhtunkhwa. Lors des élections législatives de 2008, elles ont été respectivement remportées par un candidat du Parti national Awami et un du Parti du peuple pakistanais, et durant les élections législatives de 2013, par deux candidats de la Jamaat-e-Islami.
Avec le redécoupage électoral de 2018, Bas-Dir est représenté par deux circonscriptions no 6 à 7 à l'Assemblée nationale et par les six circonscriptions no 13 à 18 à l'Assemblée provinciale. Lors des élections de 2018, elles sont remportées par sept candidats du Mouvement du Pakistan pour la justice et un du parti national Awami. 
| Parti                                        | Voix (national) | %       | Élus nationaux | Élus provinciaux |
| -------------------------------------------- | --------------- | ------- | -------------- | ---------------- |
| Mouvement du Pakistan pour la justice        | 126 788         | 40,60 % | 2              | 5                |
| Muttahida Majlis-e-Amal                      | 84 614          | 27,09 % | 0              | 0                |
| Parti national Awami                         | 51 225          | 16,40 % | 0              | 1                |
| Parti du peuple pakistanais                  | 38 342          | 12,28 % | 0              | 0                |
| Autres partis                                | 11 156          | 3,57 %  | 0              | 0                |
| Indépendants                                 | 185             | 0,06 %  | 0              | 0                |
| Total exprimés                               | 312 310         | 100 %   | 2              | 6                |
| Source : Commission électorale du Pakistan,. |                 |         |                |                  |